# Målvakt

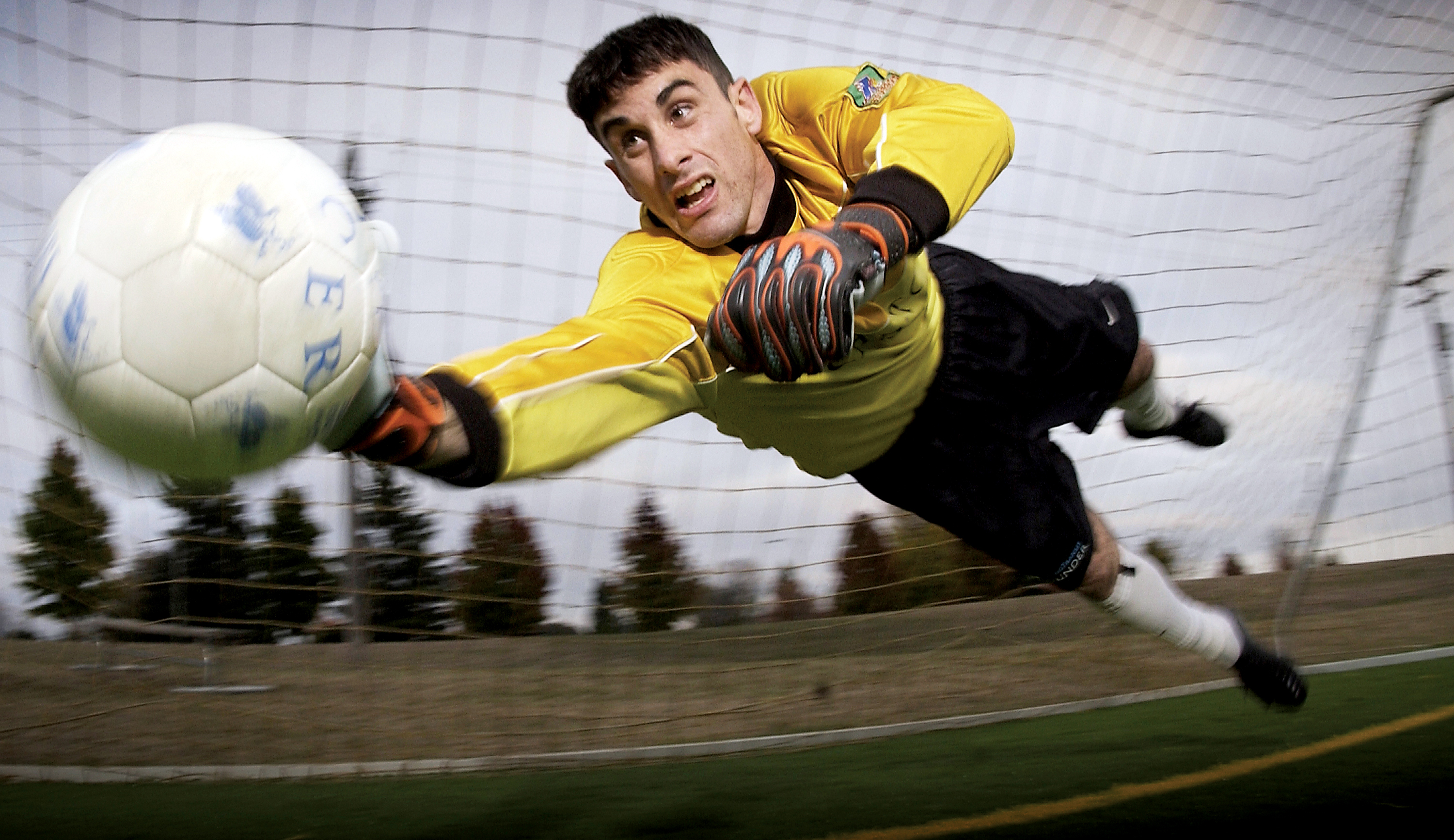
En målvakt i fotboll stoppar bollen.

En målvakt finns i de flesta bollspel med lag, till exempel bandy, fotboll, handboll, innebandy och landhockey. Även i pucksporten ishockey används målvakter. Bland lagbollsporter där målvakt inte används finns bland annat amerikansk fotboll, baseboll, basket, rugby, ultimate och volleyboll. Målvaktens huvuduppgift är att förhindra att motståndarna gör mål genom att bevaka samt hindra bollen eller pucken från att förpassas in i det egna lagets målbur.

## Speciella regler
I många spel har målvakten speciella regler som inte gåller för andra spelare
- I fotboll är målvakten den enda spelare som får ta bollen med händerna, men då endast inom egna straffområdet.
- I handboll är målvakten den ende spelaren som får vidröra golvet samt röra bollen med benen och fötterna inom egna målgården.
- I ishockey har målvakten en större klubba, "spade", och mer utrustning.
- I bandy och innebandy är målvakten den ende spelare som saknar klubba utan har istället handskar att fånga bollen med, dock endast inom egna straffområdet (bandy) respektive egna målområdet (innebandy).